# Wołobujewo (sielsowiet kamyszynski)
Wołobujewo (ros. Волобуево) – wieś (ros. деревня, trb. dieriewnia) w zachodniej Rosji, w sielsowiecie kamyszynskim rejonu kurskiego w obwodzie kurskim.

## Geografia
Miejscowość położona jest nad Tuskarem (prawy dopływ Sejmu), 7 km od centrum administracyjnego sielsowietu (Kamyszy), 10 km na północny wschód od centrum administracyjnego rejonu (Kursk), 12 km od drogi magistralnej (federalnego znaczenia) M2 «Krym».
Klimat
Miejscowość, jak i cały rejon, znajduje się w strefie klimatu kontynentalnego z łagodnym ciepłym latem i równomiernie rozłożonymi opadami rocznymi (Dfb w klasyfikacji klimatów Köppena).

## Demografia
W 2010 r. wieś zamieszkiwały 152 osoby.